# La Jeune Fille et les Paysans
Pour plus de détails, voir Fiche technique et Distribution.
La Jeune Fille et les Paysans (Chłopi) est un film d'animation lituano-serbo-polonais réalisé par DK Welchman et Hugh Welchman, sorti en 2023.
Il est adapté du roman Les Paysans (en) de Władysław Reymont.

## Synopsis
La paysanne Jagna est obligée d'épouser Boryna, un fermier beaucoup plus âgé et riche, malgré son amour pour le fils déjà marié de ce dernier, Antek. Avec le temps, Jagna devient l'objet d'envie et de mépris de la part des villageois et elle doit se battre pour préserver son indépendance.

## Fiche technique
- Titre original : Chłopi
- Titre français : La Jeune Fille et les Paysans
- Titre international : The Peasants
- Réalisation : DK Welchman et Hugh Welchman
- Scénario : DK Welchman et Hugh Welchman, d'après le roman Les Paysans (en) de Władysław Reymont.
- Musique : Łukasz Rostkowski (en)
- Direction de l'animation : Piotr Dominiak
- Décors : Elwira Pluta (pl)
- Photographie : Radosław Ładczuk (pl), Kamil Polak, Szymon Kuriata
- Montage : DK Welchman, Patrycja Piróg, Miki Węcel
- Production : Sean M. Bobbitt, Hugh Welchman
- Production exécutive : Tomasz Wochniak
- Société de production : BreakThru Films (en)
- Sociétés de distribution : The Jokers / Les Bookmakers (France)
- Pays de production :  Pologne,  Serbie,  Lituanie
- Langue originale : polonais
- Format : couleur — 1,85:1
- Genre : animation, drame
- Durée : 114 minutes
- Dates de sortie :
  - Canada : 8 septembre 2023 (Festival international du film de Toronto)[1]
  - Pologne : 19 septembre 2023 (Festival du film polonais de Gdynia) ; 13 octobre 2023 (sortie nationale)
  - France : 6 novembre 2023 (Arras Film Festival) ; 20 mars 2024 (sortie nationale)

## Distribution

### Voix originales
- Kamila Urzędowska (pl) : Jagna
- Robert Gulaczyk : Antek Boryna
- Mirosław Baka : Maciej Boryna
- Sonia Mietielica (pl) : Hanka Borynowa
- Ewa Kasprzyk (pl) : Dominikowa
- Cyprian Grabowski (pl) : Witek
- Mateusz Rusin (pl) : Mateusz
- Cezary Łukaszewicz (pl) : Michał
- Dorota Stalińska (pl) : Jagustynka
- Andrzej Konopka : Piotr, le maire
- Sonia Bohosiewicz (pl) : la femme du maire
- Maciej Musiał : Jasio
- Małgorzata Kożuchowska : la femme de l'organiste
- Anna Grzeszczak-Hutek (pl) : Magda Kozłowa

### Voix françaises
- Nadia Tereszkiewicz : Jagna[2]
- Julie Dieu : Hanna
- Michelangelo Marchese : Antek
- Philippe Résimont : Boryna
- David Manet : Mateusz
- Nathalie Hons : Yaguslynka
- Francine Laffineuse : Dominikova
- Fabian Finkels : Kowalt
- Michel Hinderyckx : Wotj

## Production
Le film a été animé à partir de prises de vue réelles à l'aide de la technique de la rotoscopie. Les réalisateurs se sont inspirés de tableaux de plus d'une trentaine de peintres de la fin du XIXe et début du XXe siècles, comme ceux de Józef Chełmoński pour la campagne polonaise. Plus de 100 animateurs-peintres ont reproduit les plans à la peinture à l'huile, puis chaque peinture a été photographiée et animée sur ordinateur pour obtenir les 80 000 plans qui composent le film.

## Distinctions

### Récompenses
- Festival du film polonais de Gdynia 2023 :
  - prix spécial du jury ;
  - prix du public ;
  - prix Crystal Star Elle pour Kamila Urzędowska (pl) ;
  - Chopard Loves Cinema - Chopard & W. Kruk Award pour Kamila Urzędowska.

### Nomination
- Festival du film polonais de Gdynia 2023 : meilleur film